# Esichio II di Vienne
Esichio (... – Vienne, VI secolo) è stato un vescovo di Vienne.  Il suo culto come santo, documentato sin dal XV secolo, è stato confermato da papa Pio X nel 1903.

## Biografia
Secondo Leodegario e il suo Liber Episcopalis Viennensis Ecclesiae (1060), Esichio II prese parte ai concili di Orléans del 549 e di Parigi del 552; fu sepolto presso la tomba di sant'Avito dalla sorella Marcellina.
Secondo un epitaffio di sei strofe di tre endecasillabi e un quinario ciascuno, prima di essere eletto vescovo era questore.

## Culto
Il suo culto come santo è attestato dal calendario di Vienne del XV secolo e fu confermato da papa Pio X con decreto del 9 dicembre 1903.
Il suo elogio si legge nel martirologio romano al 12 novembre.